# Ali Jemal
Ali Jemal (arabisch علي الجمل, DMG ʿAlī al-Ǧamal; * 9. Juni 1990 in Tunis) ist ein tunesischer Fußballtorhüter.

## Karriere

### Klub
Er wechselte zur Saison 2009/10 von der U19 von Espérance Tunis in die U21 und hier wiederum zur Spielzeit 2011/12 in die erste Mannschaft des Klubs. Zur Spielzeit 2015/16 schloss er sich ablösefrei US Ben Guerdane an, kehrte aber bereits nach einem halben Jahr für 20.000 € wieder nach Tunis zurück. Hier verblieb er dann noch bis zum Ende der Spielzeit 2018/19. In dieser Zeit gewann er mit der Mannschaft drei Mal die Meisterschaft, einmal den Coupe de Tunisie und zwei Mal die Champions League. Danach ging er anschließend weiter zu Stade Tunisien. Seit der Saison 2021/22 steht er bei ES Sahel unter Vertrag.

### Nationalmannschaft
Bis heute erhielt er keinen Einsatz in der tunesischen A-Nationalmannschaft, er war jedoch im Kader der Mannschaft beim Afrika-Cup 2022, erhielt hier jedoch keinen Einsatz.